# Cyrtodactylus dati
Espèce
Cyrtodactylus dati est une espèce de geckos de la famille des Gekkonidae.

## Répartition
Cette espèce est endémique de la province de Bình Phước au Viêt Nam.
Sa présence est incertaine au Cambodge.

## Étymologie
Cette espèce est nommée en l'honneur de Hoàng Đức Đạt.

## Publication originale
- Ngo, 2013 : Cyrtodactylus dati, a new forest dwelling Bent-toed Gecko (Squamata: Gekkonidae) from southern Vietnam. Zootaxa, no 3616 (2), p. 151–164.